# Diplonevra assmuthi
Diplonevra assmuthi är en tvåvingeart som beskrevs av Schmitz 1915. Diplonevra assmuthi ingår i släktet Diplonevra och familjen puckelflugor. Inga underarter finns listade i Catalogue of Life.